# 草湖 (彰化縣)
草湖，是臺灣彰化縣芳苑鄉的一個傳統地域名稱，位於該鄉東北部。相較於今日行政區，其範圍大致包括漢寶村東部凸出部分的東南部、新生村不含北端、崙腳村東大半部、建平村、草湖村、文津村、興仁村東端、五俊村東端，以及二林鎮的振興里西部、萬興里西部。

## 歷史
台灣清治末期至日治初期，草湖地區為一街庄，稱為「草湖庄」，隸屬於二林下堡。該庄東北與鎮平庄、石埤腳庄為鄰，東與萬興庄、舊趙甲庄為鄰，南邊為二林庄、後藔庄，西邊南段為埤腳庄、王功庄，西邊北段及西北邊為漢寶園庄。
1901年（日治明治三十四年）11月，全台廢縣廳改設二十廳，該庄隸屬於彰化廳。1903年（明治三十六年）6月，該庄編入「番挖區」，隸屬於彰化廳。1909年（明治四十二年）10月，合併二十廳為十二廳，番挖區改隸屬於臺中廳。1920年（大正九年），廢廳、支廳、區、街庄（舊制）改設州、郡、街庄（新制）、大字，該庄改制為「草湖」大字，隸屬於臺中州北斗郡沙山庄。
戰後沙山庄改制為沙山鄉，隸屬於臺中縣，大字亦改制為村。1946年2月，沙山鄉改名為芳苑鄉。1950年10月，中、彰、投分治，芳苑鄉改隸屬彰化縣。

## 聚落
本地區發展較早的聚落有草湖、大崙腳，在日治期初期的官方地圖上已有記載。此外，本地區尚有頂王功寮、王功寮、八甲湖等聚落。

## 交通
省道台61線又稱「西部濱海快速公路」，是新北市八里至臺南市安南的快速公路，大致以東北－西南走向轉北北東－南南西走向經過本地區西北端。該道路在本地區屬高架路段，境內未設交流道，北側最近的是北鄰漢寶園境內與省道台17線交會處的漢寶交流道，南側最近的是西鄰王功境內同樣與省道台17線交會處的王功交流道。由此等可快速前往台灣西部海岸各地，不過王功交流道以南至縣道152號交會處的大城交流道之間尚未通車，該路段必須依賴省道台17線接駁。
縣道143號（草漢路草二段、草漢路草一段、二溪路草二段）是漢寶至大城的道路，大致以西北—東南走向由本地區北部邊界中央入境後，轉南再轉南南西經縣道148號路口後，轉南南東出境。由該道路向西北轉北北東可前往漢寶東北部並止於省道台17線路口，向南南東轉南可前往二林、大城並止於下山腳聚落南側的下山腳堤防道路路口。
縣道148號（功湖路草湖段、功湖北路二段～一段、二溪路）是王功至草屯的道路，大致以西北西－東南東走向由本地區西部邊界中央入境後，轉東再轉東北再轉東南東，經縣道143號路口後轉東再轉東南東出境。由該道路向西北西轉西可前往王功並止於省道台17線舊線（芳漢路王功段）路口，向東南東可前往二林北部、溪湖、埔心、員林等地。
鄉道彰116線（漢溪路）是海邊至萬興的道路，大致以西北西—東南東走向轉西北—東南走向經過本地區東北部凸出部分。由該道路向西北西可前往漢寶園海邊並止於海堤道路路口，向東南可前往石埤腳西南部、萬興並止於縣道148號舊線（二溪路六段）路口。
鄉道彰118線（崙腳路／中正路）是海埔新生地至草湖的道路，其東側端點位於草湖聚落西郊的縣道148號舊縣（功湖路草湖段）路口。由此向西北經縣道148號路口後，經鄉道彰125線左側路口後與其共線，轉西北西經鄉道彰125線右側路口後獨行，經崙腳排水溝崙腳橋後進入崙腳聚落，轉西南再轉西北再轉北北西再轉西北西出聚落並出境後，可前往漢寶園南端、漢寶園與王功交界地帶並止於王功新生地海堤道路。
鄉道彰119線（無名橫路、新復巷、新復路三段～一段、新復路、新興巷）是川合至草湖的道路，其西北側端點位於本地區西北部十戶聚落西南郊崙腳排水溝東岸的鄉道彰125線路口。由此向東至路口轉北，至新復路三段路口轉東直行，經縣道143號路口後續直行，至路底轉南南東再轉東南東再轉南南西蜿蜒而行，至頂王功寮聚落西北側經鄉道彰119-1線起點路口後續行，經王功寮、南王功寮聚落後轉西南，經縣道148號路口後轉南南西並止於草湖聚落東側的縣道148號舊線（二溪路草二段）路口。
鄉道彰119-1線是頂王功寮至竹寮的道路，其西北側端點位於本地區東北部頂王功寮聚落北側的鄉道彰119線路口。由此向東南東蜿蜒而行，過莿仔埤圳第四排水路橋梁後轉南南東，至路口轉東南東，至位於本地區東部邊界上的路口轉南南西，沿邊界行一段路後因邊界線南移而入境，至竹寮聚落北郊止於縣道148號路口。
鄉道彰120線（東平路、芳草路文津段1219巷）是王功至中平的道路，其東側端點位於本地區中部偏西南中平聚落南側的鄉道彰125線路口。由此向西經鄉道彰123線起點路口後，轉西北西出境後再轉西北可前往王功並止於省道台17線舊線（芳漢路王功段）路口。
鄉道彰122線（南原路／芳草路文津段）是埤腳至東口的道路，其東側端點位於本地區西南部東口聚落西側的鄉道彰125線轉角路口。由此向西轉南再轉西南蜿蜒而行，再轉西經鄉道彰123線路口與南原聚落後，轉南再轉西由本地區西部邊界南側出境後，可前往埤腳並止於鄉道彰157線路口。
鄉道彰123線是中平至二林的道路，其北側端點位於中平聚落西郊的鄉道彰120線路口。由此向南南西轉東南東再轉南微西蜿蜒而行，其後轉南南西再轉南，經南原聚落東南側的鄉道彰122線路口後，轉東南微南出境後可前往後寮東北部、後寮與二林交界地帶、二林並止於鄉道彰125線路口。
鄉道彰125線（川合路、中正路或崙腳路、芳草路、芳東路、新生路）是新生至二林的道路，其北側端點位於本地區西北部省道台61線路口。由此向南微西轉西南至崙腳排水溝東岸，轉南沿岸而行，其後順路轉南南西經鄉道彰119線起點路口後，順路轉東離開排水溝再順路轉南南西，至鄉道彰118線路口轉東南與其共線，至芳草路路口轉南獨行，經鄉道彰120線終點路口後續行，至鄉道彰122線終點路口轉東，至東口聚落轉南，經鄉道彰126線起點路口後續行以至於本地區南部邊界中央偏東出境，可前往二林市區並止於縣道150號舊線（斗苑路五段）路口。
鄉道彰126線是東口至萬興的道路，其西側端點位於本地區南部東口聚落南郊的鄉道彰125線路口。由此向東微北轉東南東再轉東微北出境後可經縣道143號路口前往舊趙甲、萬興並止於縣道148號舊線（二溪路六段）路口。

## 學校
- 草湖國中
- 草湖國小
- 建新國小